# 庫特奈的菲利普
庫特奈的菲利普（法語：Philippe de Courtenay，1243年—1283年12月15日），名義上的拉丁皇帝，鮑德溫二世和布列訥的瑪麗之子。

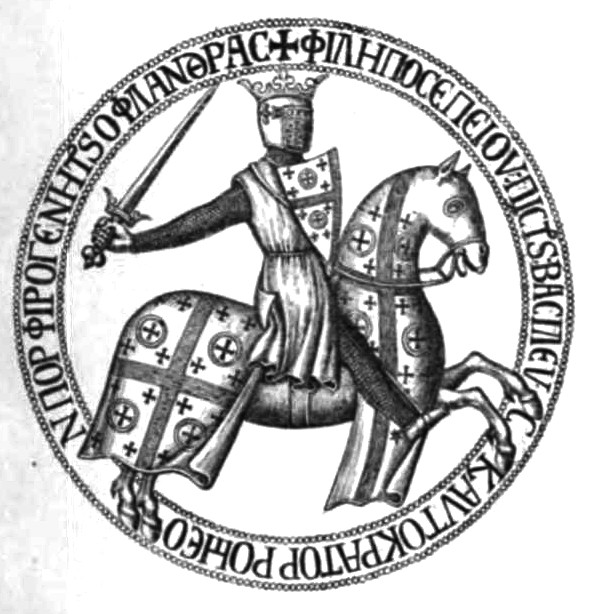

1273年，菲利普和西西里國王查理一世的女兒貝亞特麗切結婚，兩人有一個女兒庫特奈的凱瑟琳。